# Hildegard Emmel
Hildegard Emmel (* 23. Juli 1911 in Frankfurt am Main; † 6. Januar 1996 in Bern) war eine deutsche Germanistin und Hochschulprofessorin.

## Biografie
Hildegard Emmel, die nach dem Abitur an den Universitäten Frankfurt am Main und Bonn die Fächer Deutsch, Geschichte, evangelische Theologie, Philosophie und Volkskunde studierte, wurde 1935 mit einer Arbeit über Das Verhältnis von ere und triuwe im Nibelungenlied bei Hartmann und Wolfram promoviert. Nach dem Referendariat in Frankfurt (1936–1938) arbeitete sie als Lehrerin, zunächst in Sontra (Hessen) und Eger (Sudetenland). Von 1941 bis 1945 unterrichtete sie in den besetzten Niederlanden an der Deutschen Oberschule in Den Haag. Nachdem ein erster Versuch in Hamburg zu habilitieren nicht geglückt war, siedelte Emmel in den Ostteil des Landes über und war ab 1950 wissenschaftliche Mitarbeiterin am Goethe-Wörterbuch an der Akademie der Wissenschaften in Ost-Berlin. 1951 schloss sie ihre Habilitation an der Philosophischen Fakultät der Universität Rostock erfolgreich ab, dies war die erste Habilitation einer Frau an der Universität Rostock. Zunächst lehrte sie in Rostock, 1956 wurde sie an die Universität Greifswald berufen. Emmel verließ Greifswald 1958 aufgrund politischer Probleme und wechselte zurück in die Bundesrepublik. Ab 1960 arbeitete sie in Bielefeld, danach lebte und arbeitete sie vorwiegend im Ausland, u. a. in Norwegen, Finnland, Türkei und zuletzt den Vereinigten Staaten. Nach ihrer Pensionierung zog sie 1981 nach Bern, blieb allerdings weiterhin beruflich tätig.
Am 15. November 1991 erhielt sie den Ehrendoktortitel der Universität Greifswald.

## Werke (Auswahl)
- Das Verhältnis von êre und triuwe im Nibelungenlied und bei Hartmann und Wolfram. Diesterweg, Frankfurt/M. 1936.

- Formprobleme des Artusromans und der Graldichtung. Die Bedeutung des Artuskreises für das Gefüge des Romans im 12. und 13. Jh. in Frankreich, Deutschland und den Niederlanden. Francke, Bern 1951.

- Mörikes Peregrinadichtung und ihre Beziehung zum Noltenroman, Böhlau, Weimar 1952.
- Weltklage und Bild der Welt in der Dichtung Goethes. Böhlau, Weimar 1957 (2. Auflage 1979).
- Das Gericht in der deutschen Literatur des 20. Jahrhunderts, Francke Verlag, München 1963.
- Was Goethe vom Roman der Zeitgenossen nahm. Zu Wilhelm Meisters Lehrjahre, Francke, Bern 1972, ISBN 3-7720-1019-9.
- Kritische Intelligenz als Methode. Alte und neue Aufsätze über sieben Jahrhunderte deutscher Literatur. Francke, Berlin 1981, ISBN 3-7720-1525-5.
- History of the German Novel, Wayne State University Press 1984, ISBN 978-0-8143-1770-9 (deutsche Ausgabe: Geschichte des deutschen Romans. Drei Bände. Francke, München 1972–1978)
- Die Freiheit hat noch nicht begonnen, Reich Verlag 1991, ISBN 978-3-86167-029-2.
- Freedom: Keep on Fighting for It, Trafford Publishing 2002, ISBN 978-1-55395-110-0.
- als Herausgeberin: Deutsches Literatur-Lexikon. Biographisch-bibliographisches Handbuch. Band 5: Filek – Fux. Francke 1978. ISBN 3-7720-1265-5.